# جمشيد بخت
كان جمشيد بخت من نسل مغول الهند والده هو ميرزا جوان بخت، ابن بهادور شاه الثاني آخر إمبراطور مغولي. كانت والدته ابنة عم والده نواب شاه إس بيغوم. في عام 1859، أزالت السلطات البريطانية جميع أشكال الحظر والقيود المفروضة على الملوك المغول، وحصل بخت على معاش تقاعدي أميري قدره 450 روبية شهريًا. تزوج مرتين، الثانية من سلطانة نادر بيجوم التي زُعم أنها أنجبت الابن الوحيد لبخت بيدار بخت، على الرغم من أنه يقال أنه كان لديه ابن واحد على الأقل من خارج إطار الزواج أنجبه من عشيقة له. توفي عام 1921 وبعد ذلك عُلق المعاش الأميري حتى بعد استقلال الهند.
التحق جمشيد بخت بمدرسة الأبرشية وكلية رانغون لتعلم اللغة الإنجليزية واتضح هناك أنه رجل ذو شخصية مرحة. وقد قام بمبادرة بناء ضريح لجده، وكان يُنظر إليه على أنه شخص يتحدث الإنجليزية برشاقة. عاش حياة فقر مدقع، وتوفي عن عمر يناهز الستين عام 1921، أي بعد وفاة والدته بحوالي 22 عامًا. لو حالفها الحظ بما فيه الكفاية لتكون الإمبراطورة المغولية التالية بعد زينات محل، لكان اسم شاه زماني بيجوم قد أحيا التاريخ ولكن أتت الرياح بما لا تشتهي السفن ("جاي ياك با ياك جو هوا بالات"). أما موطن أجدادها، فربما يقع عند بوابة غات في جايبور حيث لا تزال تعيش بعض العائلات المسلمة المعروفة، على الرغم من التلوث الضوضائي الذي يسببه صانعو الحديد في لوهارون كا خورا.
كان لديه ولدان ميرزا اسكندر من عشيقة وبيدار بخت من بيغوم نادر جيهان. كان بيدار بخت، الذي توفي عام 1980، آخر سليل ذكر مباشر معترف به رسميًا لبهادور شاه ظفر الذي حصل على معاش تقاعدي من البريطانيين ومن ثم الحكومة المركزية، من نظام وصندوق حضرة نظام الدين.